# Burundi tại Thế vận hội Mùa hè 2008
Burundi tham dự Thế vận hội Mùa hè 2008 tại Bắc Kinh.

## Điền kinh
Nam
| Vận động viên        | Nội dung | Thời gian | hạng |
| -------------------- | -------- | --------- | ---- |
| Joachim Nshimirimana | Marathon | 2:29:55   | 68   |

Nữ
| Vận động viên         | Nội dung | Sơ kết    | Sơ kết | Chung kết | Chung kết |
| Vận động viên         | Nội dung | Thời gian | hạng   | Thời gian | hạng      |
| --------------------- | -------- | --------- | ------ | --------- | --------- |
| Francine Niyonizegiye | 5000 m   | 17:08.44  | 29     | Bị loại   | Bị loại   |

## Bơi
| Vận động viên   | Nội dung        | Sơ kết    | Sơ kết | Bán kết   | Bán kết | Chung kết | Chung kết |
| Vận động viên   | Nội dung        | Thời gian | hạng   | Thời gian | hạng    | Thời gian | hạng      |
| --------------- | --------------- | --------- | ------ | --------- | ------- | --------- | --------- |
| Elsie Uwamahoro | 50 m bơi sải nữ | 36,86     | 86     | Bị loại   | Bị loại | Bị loại   | Bị loại   |